# Briefcam
BriefCam est un système informatique de vidéosurveillance algorithmique doté (pour certaines versions) de fonctionnalités de système de reconnaissance faciale et de recherche accélérée de formes, objets, couleurs de vêtements, etc. dans un flux vidéo (de caméra de surveillance notamment). Cet outil est édité par la société israélienne Briefcam, propriété du groupe Canon. 
Ce logiciel est resté en France sans catégorisation juridique claire durant 8 ans, puis a été officiellement classé en 2023, après publication d'une enquête de Disclose, comme « logiciel de rapprochement judiciaire » soumettant son usage à autorisation et contrôle judiciaire. Sa fonctionnalité de reconnaissance faciale et d'analyse automatique a fait l'objet de plusieurs décisions de justices car son usage est interdit en France, sauf cas particulier expérimental.

## Fonctionnalités
Ce logiciel de vidéosurveillance algorithmique, utilisé en France à des fins de « rapprochement judiciaire » (relevant du décret no 2012-687 du 7 mai 2012), permet notamment de parcourir des heures de vidéo en quelques minutes pour y détecter des formes, des objets, des couleurs de vêtements, des visages, etc.,. La première version du logiciel visait à détecter, taguer et horodater automatiquement tous les objets/personnes en mouvement dans une vidéo, et à les retrouver en quelques minutes, grâce à un système breveté (Vidéo SYNOPSIS) qui « présente simultanément des objets qui sont apparus à différents moments de la vidéo ». En 2024, selon le fabricant, un système de recherche avancée multi-caméras distingue hommes, femmes, enfants, véhicules d'intérêt, etc. « en utilisant la reconnaissance faciale, la similitude d'apparence, l'habillement, la couleur, la taille, la vitesse, la vitesse, la direction, le temps de séjour et les filtres de changement d'éclairage ».
BriefCam propose trois modes à son logiciel, : 
- mode REVIEW : peut repérer et horodater automatiquement, 'a posteriori, tous les objets et personnes visibles sur des vidéo, à partir de critères prédéfinis dites "sur étagère" ; l'utilisateur ne peut pas introduire ses propres critères dans le logiciel. cette version ne peut pas non plus créer de base de données spécifique alimentée par le logiciel, qui n'est pas non plus connecté à aucune base de données extérieure car installé sur un ordinateur dédié ;
- mode RESPOND : des fonctionnalités plus avancées permettent de traiter des vidéos en temps réel et de déclencher des alertes selon des règles définies par l’utilisateur ;
- mode RESEARCH : il produit en outre des tableaux de bord et des analyses statistiques, peut vérifier le respect par les personnes filmées de normes définies (ex. : port du masque, traversée sur passage piéton…), et peut retracer le parcours d’un individu sélectionné dans une zone donnée.

En France, Certains services de police depuis 2015 et de la gendarmerie depuis 2017 n'ont accès qu'à la version 8 REVIEW 9, et selon un rapport (février 2024), « ils n’ont jamais envisagé l’acquisition de solutions de niveau supérieur, contrairement, sans doute à d’autres opérateurs ou collectivités territoriales, qui n’étaient pas dans le champ de la mission ».
Limites : le logiciel perd en précision quand la caméras est motorisées, rotatives ou mobiles ; il n'accepte que certains formats vidéo (les formats propriétaires, doivent être préalablement converti en un format reconnu par Briefcam ; il est limité en termes de quantité de vidéos pouvant être injectées dans l’application ; et le traitement du flux peut prendre un certain temps.

## Usage dans le monde
Le logiciel est utilisé par les services de police en Israël, aux États-Unis sur des systèmes de surveillance privés, au Brésil, à Taïwan ou à Singapour et en France depuis 2015 environ par la police et la gendarmerie, et par une centaine de collectivités en 2023.
Il est utilisé illégalement et dans un flou juridique durant 8 ans par les services de police et de gendarmerie français entre 2015 et 2023. Selon un rapport du ministère de l'Intérieur, son usage est alors largement répandu, sans archivage systématique ni supervision judiciaire. Après la révélation de cette utilisation par Disclose, le logiciel est désactivé en France puis régularisé pour une partie des services qui l'utilisaient. 
À l’approche des jeux olympiques d'été de 2024, le gouvernement français soumet au parlement une loi qui autorise depuis l’expérimentation de Briefcam par la police nationale à une large échelle, et ce, jusqu’au 31 mars 2025.

## Histoire
L'entreprise est fondée en 2008 par des enseignants de l’école d’informatique et d’ingénierie de l’Université hébraïque de Jérusalem.
En 2011, la technologie Briefcam est utilisée par la Norvège pour identifier le parcours du terroriste d’extrême-droite Anders Behring Breivik et en 2013 lors de l’attentat du marathon de Boston aux États-Unis.
En 2012, les communes de Vals-les-Bains et Aubenas utilisent les services de la société pour la sécurité publique.
En 2015, le logiciel Briefcam est expérimenté par la direction départementale de sécurité publique (DDSP) de Seine-et-Marne.
En 2017, l’application est déployée dans les services de police du Rhône, du Nord, des Alpes-Maritimes, et de Haute-Garonne, ainsi qu'au service interministériel d’assistance technique, l'unité de police chargée des infiltrations, de la mise sur écoute et de la surveillance de la grande criminalité. Le logiciel est également utilisé par 200 communes françaises parmi lesquelles Roubaix, Vannes, Vitrolles, Nice, Vienne, La Baule-Escoublac, Vaulx-en-Velin, Roanne, Aulnay-sous-Bois, Perpignan, Deauville, Nîmes et Aix-les-Bains,,.
En 2018, la société est rachetée par la multinationale japonaise Canon.
En 2020, selon une brochure du lobby de la vidéosurveillance, l'AN2V, la commune de Moirans a recours à la vidéosurveillance automatisée pour l’analyse algorithmique à partir des images captées par les caméras.
En mars 2022, le groupe Eiffage énergie systèmes remporte la mission de service public liée à la surveillance de l'Assemblée nationale au Palais Bourbon. L'entreprise sous-traite une partie du marché à la société BriefCam.

## Usages illégaux, recours contre les administrations clientes de Briefcam
En novembre 2023, le journal Disclose publie une enquête révélant que la police nationale utiliserait, depuis 2015, en dehors du cadre légal prévu par la directive de l'Union européenne « Police-Justice » et la loi informatique et libertés, le logiciel israélien Briefcam, sans l'analyse d'impact sur la protection des données nécessaires ni déclaration à la Commission nationale de l'informatique et des libertés (CNIL) pour faire de la reconnaissance faciale et de plaque d'immatriculation.
Certains usages de fonctionnalités de cet outil semblent avoir profité d'un vide juridique de la législation française, vide déjà évoqué au printemps 2024 dans le cadre de la préparation de la loi olympique autorisant des expérimentations en la matière. Ce logiciel a en effet notamment été doté d'un module de reconnaissance faciale, et donne potentiellement accès à des données personnelles sur les déplacements et agissements de toutes les personnes et véhicules passnt devant les caméras de surveillance, alors que la reconnaissance faciale automatique, hors cas particuliers très cadrés, est une activité illégale en France ; la Commission nationale de l'informatique et des libertés (CNIL) annonce le lendemain un contrôle du ministère de l'Intérieur,,. La CNIL a diligenté ce contrôle, le 6 décembre 2023. C'était un contrôle, sur pièces, du respect par le ministère de l’intérieur du droit de la protection des données.
Gérald Darmanin annonce, de son côté, lancer en interne une enquête administrative (mission d'inspection) sur l'utilisation de la reconnaissance faciale par les forces de l'ordre françaises,. La commande en est faite par son directeur de cabinet le 24 novembre 2023. Le rapport de cette mission, cosigné par l'inspection générale de la police nationale, l'inspection générale de l'administration et l'inspection générale de la gendarmerie nationale a été remis au ministre concerné en février 2024, puis rendu public huit mois plus tard (en octobre 2024). Ce document rapporte qu'avec plus de 1.110.000 caméras de vidéoprotection autorisées dans l'espace public, dont 60% en zone police, 40% en zone gendarmerie, et avec plus de 6.000 communes équipées, c'est-à-dire avec des millions d'heures d'images générées chaque jour, l'IA semble indispensable pour aider les humains à exploiter ces images (selon le rapport, l'affaire Merah (2012) a par exemple représenté 35 téraoctets de données vidéo à étudier ; un enquêteur a passé un an et demi pour visionner manuellement 10.000 heures de vidéo). La mission d'inspection signale 57 licences opérationnelles dans les services d'enquête de la police nationale et de la gendarmerie (coût ; 1,3 million d'euros, mais le rapport de mission ajoute que « l'appréciation de l'efficience d'un tel logiciel ne peut se résoudre à une équation comptable entre son coût d'acquisition et le nombre de ses utilisations. Elle doit d'abord être évaluée au regard de sa pertinence intrinsèque dans la mission de police judiciaire »). 
Selon le rapport qui précise qu'il a exclu de son champ d'enquête les services de renseignement, d’une part, et des polices municipales, d’autre part. Ce logiciel aurait été utilisé 563 fois de 2015 à 2023, dont 177 fois par la police entre 2015 et 2023, soit 5,5 utilisations par licence sur l'ensemble de la période. Selon les services interrogés, une seule activation (illégale) de la fonction de reconnaissance faciale du logiciel a été faite (lors des émeutes de 2023, sans qu'aucune interpellation n'en découle), sinon le logiciel Briefcam aurait toujours été utilisé dans un cadre judiciaire, en temps différé. Briefcam serait sous-utilisé par méconnaissance du logiciel et par manque de formation des enquêteurs judiciaires. La mission signale aussi des lacunes (manque de doctrine et de vision stratégique) dans le processus d'acquisition et de déploiement de Briefcam ; un courriel du 6 février 2023 envoyé par la DGPN à ses directions et services affectataires de BriefCam (avant l'article de Disclose), rappelait l'interdiction générale d'utiliser la fonctionnalité de reconnaissance faciale, sous quelque dénomination que ce soit : quel que soit le logiciel [de rapprochement judiciaire], il est interdit de
recourir à un quelconque dispositif de rapprochement de visages ou de reconnaissance faciale ; mais de son côté la a DGGN « n’a pas procédé à ce rappel juridique ». Les co-auteurs suggèrent de préciser la législation relative aux usages de l'IA par les forces de l'ordre, dans le cadre du règlement européen sur l'IA en vigueur depuis l'été 2024, et suggère d'utiliser des systèmes souverains (Briefcam, logiciel israélien pourrait être remplacé par Système V, français et sans fonction de reconnaissance faciale, notamment destiné à lutter contre la petite délinquance),, mais pas avant, l’été 2024.
Selon Disclose, outre la police et la gendarmerie, une centaine de collectivités françaises ont acquis ce logiciel pour leurs polices municipales (Nice, Roanne, Aulnay-sous-Bois, Perpignan ou Roubaix. Ou bien encore Vannes, Vitrolles, Vienne, La Baule, Vaulx-en-Velin, Deauville, Nîmes et Aix-les-Bains, selon un article de Next Inpact. Les visiteurs et animateurs du parc d’attraction du Puy du Fou sont aussi suivis par les algorithmes de Briefcam, et bientôt les élus de l'Assemblée nationale pourraient l'être, selon le média L'Informé, mais le secteur des collectivités locales ni leurs polices municipales n'ont pas fait l'objet des enquêtes lancées par la CNIL et par le ministère de l'Intérieur, après la publication de l'enquête de Disclose. 
Le 14 novembre 2023, le tribunal administratif de Caen, le 22 novembre 2023, a ordonné à la Communauté de communes Coeur Côte Fleurie, qui englobe notamment Deauville, Trouville-sur-Mer et Villers-sur-Mer d'effacer dans les cinq jours toutes les données personnelles acquises par ce biais.
L'association de défense des droits et libertés sur Internet, La Quadrature du Net estime que les faits de collecte de données personnelles « par un moyen frauduleux, déloyal ou illicite » peuvent relever d'une qualification pénale,,.
Un collectif comptant la Ligue des droits de l’homme, la Confédération générale du travail (CGT), l'Union syndicale Solidaires, le Syndicat de la magistrature, le Syndicat des avocats de France et l’association de défense des libertés constitutionnelles lancent des recours contre les administrations clientes de Briefcam, parmi lesquelles Deauville et Trouville, Nice et Roubaix. Celui-ci permet une reconnaissance selon l'apparence et leur façon de se déplacer, et permet de les suivre. La communauté de communes Cœur Côte Fleurie où se trouvent entre autres Deauville et Trouville est condamnée pour « atteinte grave et manifestement illégale au respect de la vie privée » le 22 novembre 2023 et a 5 jours pour transmettre puis supprimer toutes les données personnelles,.
Le recours déposé contre la ville de Nice, qui n'a pas mis en place ce logiciel, est rejeté par le juge des référés qui indique qu'il n'y a pas de preuve que la ville de Nice utilise ce logiciel. Les plaignants sont condamnés à verser 3 000 € de dédommagement à la ville.
Le 1er décembre 2023, quarante-cinq députés européens de gauche condamnent l’utilisation de ce type d’outil et presse le gouvernement français, de défendre l’interdiction de la reconnaissance faciale dans l’espace public, dans le cadre du futur règlement européen sur l’intelligence artificielle.
En 2023, en réaction au souhait de certains sénateurs et d'un rapport sénatorial visant à d'expérimenter ce type de dispositifs pour la reconnaissance biométrique dans l'espace public, via un projet de loi du 5 avril 2023, « pour les améliorer », la Cnil a estimé qu'en l'état que ce texte était "trop large" et menaçait les libertés publiques, en raison de trois aménagements :
- l'usage de technologies automatisées de reconnaissance faciale dans des bases de données d’images ;
- la mobilisation de ces algorithmes pour effectuer, a posteriori, des recherches d'individus dans des vidéos ;
- une expérimentation de la reconnaissance faciale sur l'espace public « en temps réel » à l’occasion de grands évènements, l'acte de plus à risques selon la Cnil qui cite le risque d'erreur (avec par exemple la personne identifiée à tort en Grande-Bretagne comme étant le meurtrier Xavier Dupont de Ligonnès. Pour cet usage, le logiciel doit s'appuyer sur une énorme base de données biométriques centralisée, qui - notamment en cas de piratage ou de mésusage, ferait peser de lourds risques sur la protection des données, avec des conséquences potentiellement dramatiques sur les libertés[26]. De plus, on sait que l'IA a des biais de discrimination induits par les bases de données utilisées pour son apprentissage (calibrage des algorithmes), au détriment des femmes et des gens de couleurs ou de profils atypiques qui sont plus ciblés et/ou moins correctement identifiées par les IA. Ces personnes risquent alors plus de contrôles et de privation de liberté[26]. La Cnil avait déjà, en 2019, donné une position de principe sur la reconnaissance faciale[27], insistant sur la nécessité d'un débat public à son sujet, compte tenu des enjeux et particularités de ces dispositifs[26]. Et en 2022, pour les mêmes raisons, Raphaël Maurel, secrétaire général de l'Observatoire de l'éthique publique s'est aussi montré très critique vis-à-vis des propositions sénatoriales devant servir de base « à une future loi sur le sujet » ; « Dès lors que la reconnaissance biométrique permet la catégorisation des individus, la terrifiante dérive vers une société de la notation sociale à la chinoise, dont le rapport prescrit l’évitement, devient de l’ordre du possible », alertait-t-il[28].

En fin d'année 2024, la CNIL met en demeure le Ministère de l'intérieur français concernant son usage de Briefcam afin de supprimer ou brider la fonctionnalité de reconnaissance faciale, qui ne respecte pas la législation, et effectue 6 mises en demeure de communes qui ont recours à ce logiciel, sur 8 communes contrôlées. Le 30 janvier 2025, le Tribunal administratif de Grenoble rend une décision sur l'utilisation du logiciel Briefcam, faisant usage de vidéosurveillance algorithmique dans la ville de Moirans, qu'elle juge illégal,. En 2024, la CNIL a rappelé qu'en dehors de l'expérimentation prévue par la loi pour les Jeux olympiques 2024, les caméras augmentées en temps réel est interdite en France et les logiciels d'analyse automatique d'images enregistrées en différé ne sont autorisés que dans le cadre d'enquêtes judiciaires et soumis à certaines contraintes,.